# Мемеккаси
Мемекка́си (рос. Мемеккасы, чув. Мемеккасси) — присілок у Чувашії Російської Федерації, у складі Ільїнського сільського поселення Моргауського району.
Населення — 94 особи (2010; 104 в 2002, 160 в 1979; 173 в 1939, 200 в 1926, 211 в 1906, 113 1858).

## Історія
Утворився як околоток присілку Малі Шешкари (нині не існує). До 1866 року селяни мали статус державних, займались землеробством, тваринництвом. 1931 року утворено колгосп «Чуваський комсомол». До 1920 року присілок перебував у складі Татаркасинської волості Козьмодемьянського, до 1927 року — Чебоксарського повіту. 1927 року присілок переданий до складу Татаркасинського району, 1939 року — до складу Сундирського, 1962 року — до складу Чебоксарського, 1964 року — до складу Моргауського району.